# Соболевка (Харьковская область)
Соболевка (укр. Соболівка), село, 
Кондрашовский сельский совет, 
Купянский район, 
Харьковская область.
Код КОАТУУ — 6323783007. Население по переписи 2001 года составляет 88 (47/41 м/ж) человек.

## Географическое положение
Село Соболевка находится в 2-х км от города Купянск.
К селу примыкает лесной массив (дуб).
Рядом проходит автомобильная дорога Р-07.

## История
- 1851 — дата основания.